# Philip Sugden
Philip Sugden (* 27. Januar 1947 in Kingston upon Hull; † 26. April 2014) war ein britischer Historiker und Autor. Besondere Bekanntheit erlangte er durch seine Veröffentlichungen über den mutmaßlichen Serienmörder Jack the Ripper.

## Leben und Wirken
Philip Sugden wuchs zusammen mit seinem Zwillingsbruder in Hull auf. Sein Vater war ein Maler und Raumausstatter. Nach dem Abschluss der Highschool arbeitete er bei der städtischen Parkverwaltung, bevor er ein Studium der Geschichte am Hull College of Commerce absolvierte. Von 1972 bis 1976 bereitete er sich an der University of Hull mit Vorlesungen in Geschichte auf seine Dissertation vor, die er jedoch nicht abschloss. Während seiner Zeit als Lehrer für Geschichte, Englisch und Wirtschaftslehre an einer Schule in Cannock zwischen 1976 und 1998 wuchs sein Interesse an der Georgianischen Epoche der englischen Geschichte und für Kriminalitätsgeschichte im 18. Jahrhundert.
1988 zog er sich aus dem Schuldienst zurück und verlagerte sein Wirken auf das Schreiben von Büchern. Nach neunjähriger Erarbeitungszeit veröffentlichte er 1994 sein erstes Buch, das den Titel The Complete History of Jack the Ripper trug. Das Buch war ein großer Erfolg und wurde 100.000 Mal verkauft. Für das Oxford Dictionary of National Biography verfasste er die  Artikel über den Räuber Jack Sheppard sowie den Bigamisten und Mörder George Joseph Smith.
Sugden war ledig und starb im April 2014 an einer Hirnblutung. Mit seinem Tod blieben zwei seiner Werke unvollendet.

## Werke
- The Complete History of Jack the Ripper. Constable & Robinson, London 1994 und 2002. ISBN 978-1841193977
- The Lifes and Time of Jack the Ripper. Siena Publishing, London 1996. ISBN 978-0752515410
- A Cabinet of Curiosities. 2014 (unvollendet)
- Forbidden Hero – The Georgian Underworld of Jack Sheppard. 2014 (unvollendet)